# Vereinigte Jüdische Sozialistische Arbeiterpartei
Die Vereinigte Jüdische Sozialistische Arbeiterpartei (jiddisch פֿאַראײניקטע ייִדישע סאָציאַליסטישע אַרבעטער־פּאַרטיי, Fareinikte Jidische Sotsialistische Arbeiter-Partei) war eine politische Partei in der Ukraine (1917–1920) und in Polen (1917–1937). Vorsitzender war Moische Zilberfarb.

## Geschichte
Die Vereinigte Jüdische Sozialistische Arbeiterpartei wurde im Juni 1917 aus der Jüdischen Sozialistischen Arbeiterpartei und der Zionistischen Sozialistischen Arbeiterpartei gebildet.
Zielrichtung war die Schaffung einer jüdischen säkularen nationalen Autonomie. Sie trat für die „Einheit der jüdischen Arbeiterklasse als integraler Bestandteil einer exterritorialen jüdischen Nation“ ein. 
Im September 1917 richtete sie eine Petition an die neue provisorische Regierung in Russland mit der Forderung nach Gleichberechtigung der jiddischen Sprache.
Bei den Wahlen 1917 erreichte sie 8 % der Stimmen der jüdischen Bevölkerung.
Im November 1917 wurde Moische Zilberfarb Minister für jüdische Angelegenheiten in der Regierung der neuen unabhängigen Ukrainischen Volksrepublik.
Publikationen der Partei waren die Naie Tsait (1917–1919) und Der jidischer proletarier in Kiew.
Ehemalige Mitglieder waren beteiligt an der Gründung der Polnischen Vereinigten Arbeiterpartei.